# Ctenochira bisinuata
Ctenochira bisinuata är en stekelart som beskrevs av Förster 1855. Ctenochira bisinuata ingår i släktet Ctenochira och familjen brokparasitsteklar. Arten är reproducerande i Sverige. Inga underarter finns listade i Catalogue of Life.